# Combretum engleri
Combretum engleri är en tvåhjärtbladig växtart som beskrevs av Schinz. Combretum engleri ingår i släktet Combretum och familjen Combretaceae. Inga underarter finns listade i Catalogue of Life.